# ألكسندر الثالث ملك إسكتلندا
ألكسندر الثالث (بالغيلية الاسكتلندية الوسطى : Alaxandair mac Alaxandair؛ الغيلية الحديثة : Alasdair mac Alasdair؛ 11 سبتمبر 1241 - 26 مارس 1286)؛ كان ملك إسكتلندا منذ 1249 حتى وفاته. في 1263 أنهى معاهدة بيرث، التي حصلت إسكتلندا على الجزر الغربية وجزيرة مان.

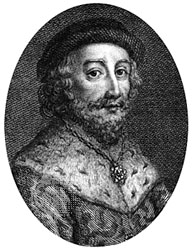
ألكسندر الثالث ملك إسكتلندا

## حياته
ولد الإسكندر في روكسبيرغ، وهو الابن الوحيد للملك ألكسندر الثاني و زوجته الثانية ماري دي كوسي. توفي والده ألكسندر الثاني في 6 يوليو 1249 وأصبح ملكاً في السابعة من عمره، وتم تتويجه في 13 يوليو 1249.
تميزت سنوات أقليته بصراع مرير للسيطرة على الشؤون بين حزبين متنافسين، أحدهما بقيادة والتر كومين، إيرل مينتيث، والآخر بقيادة آلان دوروارد، جوستيسيار من سكوتيا. سيطر الأول على السنوات الأولى بحكم ألكسندر. عند زواج ألكسندر من مارغريت من إنجلترا عام 1251، انتهز هنري الثالث ملك إنجلترا الفرصة ليطلب من صهره بتكريم المملكة الإسكتلندية، لكن ألكسندر لم يمتثل. في عام 1255، أدت مقابلة بين الملوك الإنجليز والاسكتلنديين في كيلسو إلى هزيمة مينتيث وحزبه أمام حزب دوروارد. لكن على الرغم من عارهم، إلا أنهم ما زالوا يحتفظون بنفوذ كبير، وبعد عامين، استولوا على شخص الملك، وأجبروا منافسيهم على الموافقة على إقامة ممثل وصي لكلا الطرفين.
عند بلوغه سن الرشد عن عمر 21 عاماً في عام 1262، أعلن ألكسندر بإستئناف المشاريع في الجزر الغربية التي كانت وفاة والده قبل ثلاثة عشر عاماً قد انتهت. قدم دعوى أمام الملك النرويج هاكون. رفض هاكون الإدعاء، وفي العام التالي رد بغزو هائل. الإبحار حول الساحل الغربي لاسكتلندا توقف قبالة جزيرة أران، وبدأت المفاوضات. قام ألكسندر بإطالة المحادثات ببراعة حتى تبدأ عواصف الخريف. مطولا هاكون، الذي سئم التأخير، هاجم فقط ليواجه عاصفة رهيبة ألحقت أضرارًا كبيرة بسفنه. أثبتت معركة لارجس أنها غير حاسمة، لكن مع ذلك كان موقف هاكون ميئوساً منه. عاد إلى وطنه، لكنه توفي في جزر أوركني في 15 ديسمبر 1263. الجزر الآن تقع عند قدمي الإسكندر ، وفي عام 1266 ، أبرم خليفة هاكون معاهدة بيرث التي تنازل بموجبها عن جزيرة مان والجزر الغربية إلى إسكتلندا مقابل دفع نقدي. غحتفظت النرويج بجزر أوركني وشتلاند حتى عام 1469 عندما أصبحت مهراً لزوجة جيمس الثالث ملك إسكتلندا عند زفافهم، مارغريت الدنماركية.

## وفاته
توفي ألكسندر عند سقوطه من على حصانه أثناء ركوبه في الظلام لزيارة الملكة في كينغهورن في فايف في 19 مارس 1286 لأنه كان عيد ميلادها في اليوم التالي. كان قد أمضى المساء في قلعة إدنبرة ليحتفل بزواجه الثاني ويشرف على لقاء مع مستشاري الملك. تم تحذيره من القيام بالرحلة إلى فايف بسبب الظروف الجوية، لكنه عبر الرابع من دالميني إلى إنفيركيثينج على أي حال. عند وصوله إلى إنفيركيثينج، أصر على عدم التوقف ليلاً، على الرغم من توسلات النبلاء المرافقين له وأحد برجسات المدينة، ألكسندر لو سوسيه. لابد أن لو سوسيه كان معروفاً للملك، لأن تحذيره الصريح كان محترم جداً
يا سيدي، ما الذي تفعله بالخارج؟ مثل هذا الطقس والظلام؟ كم مرة حاولت إقناعك بأن السفر في منتصف الليل لن يفيدك؟
ومع ذلك، تجاهل ألكسندر التحذيرات المتكررة حول السفر في العاصفة الرعدية، وانطلق مع حاشيته واثنين من المرشدين المحليين. انفصل الملك عن حزبه بالقرب من كينغهورن، وعُثر عليه ميتاً بالقرب من الشاطئ في صباح اليوم التالي. من المفترض أن حصانه فقد موطئ قدمه في الظلام. بينما تقول بعض النصوص أنه سقط من جرف،  لا يوجد شيء في المكان حيث تم العثور على جثته، ومع ذلك هناك جسر صخري شديد الانحدار، والذي كان يمكن أن يكون قاتلاً في الظلام. بعد وفاة ألكسندر، انغمست مملكته في فترة من الظلام أدت في النهاية إلى حرب مع إنجلترا. تم دفنه في دير دنفرملين.
نظراً لألكسندر توفي بدون أطفال على قيد الحياة، كان وريثة العرش هي الطفلة التي لم تولد بعد من قبل الملكة يولاند. عندما انتهى حمل يولاند، أو أجهضت، أصبحت مارغريت حفيدة ألكسندر، ألتي عرفت ب (خادمة النرويج) هي الملكة، توفيت مارغريت قبل تتويجها في طريقها إلى إسكتلندا عام 1290. أدى تنصيب جون باليول ملكاً في 30 نوفمبر 1292 إلى إنهاء ست سنوات من حكم حراس إسكتلندا للأرض.
رثى موت الإسكندر وفترة عدم الاستقرار اللاحقة في اسكتلندا في قصيدة اسكتلندية مبكرة سجلها أندرو وينتون في كتابه أورينيل كورينيل الاسكتلندي.

## الذرية
- تزوج ألكسندر من مارغريت الإنجليزية ابنة هنري الثالث ملك إنجلترا وإليانور من بروفانس، في 26 ديسمبر 1261 [9] وأنجبوا ثلاثة أطفال:-

1. مارغريت (28 فبراير 1261 - 9 أبريل 1283)؛ تزوجت من إيريك الثاني ملك النرويج وأنجبوا مارغريت التي أصبحت لاحقاً ملكة إسكتلندا
2. ألكسندر أمير إسكتلندا (21 يناير 1264 - 28 يناير 1284).
3. ديفيد (20 مارس 1270 - يونيو 1281).

- لاحقاً تزوج من يولاند دو دروا في 1 نوفمبر 1285، بعد وفاته أنجبت طفلاً ميتاً منه.